# Elecciones municipales de Guayaquil de 2000
Las elecciones municipales de Guayaquil de 2000 tuvieron lugar el 21 de mayo de dicho año. Las elecciones municipales determinaron por sufragio directo de los electores a las dignidades que encabezan al cabildo municipal, y el candidato que recibió la mayoría de los votos para ser alcalde de Guayaquil fue Jaime Nebot, resultando electo para su primer período ejerciendo el cargo, mientras que paralelamente, también se eligió a los miembros del Concejo Cantonal de Guayaquil entre las varias listas presentadas.
Tras las elecciones, el 10 de agosto de 2000, Jaime Nebot fue posesionado como alcalde de Guayaquil.
En estas elecciones también se escogieron a 8 de los concejales que conformarían parte del Concejo Cantonal de Guayaquil, dándole una mayoría de 14 de 15 concejales al Partido Social Cristiano.

## Elecciones de concejales cantonales
Se eligieron 8 concejales cantonales:
- Partido Social Cristiano

1. Luis Chiriboga Parra
2. Luis Carrera
3. Vicente Arroba Ditto
4. Marcia Gilbert
5. Víctor Maridueña
6. Roberto Gilbert
7. Gloria Gallardo

- Partido Roldosista Ecuatoriano

1. Omar Quintana[9]